# Acryptolaria corniformis
Acryptolaria corniformis is een hydroïdpoliep uit de familie Lafoeidae. De poliep komt uit het geslacht Acryptolaria. Acryptolaria corniformis werd in 1962 voor het eerst wetenschappelijk beschreven door Naumov & Stepanjants. 